# Heterotardigrada
Als Heterotardigrada bezeichnet man eine Klasse von Bärtierchen (Tardigrada), die entweder durch auffällige Kopfanhänge oder verhärtete Rückenpanzerplättchen (Skleriten) gekennzeichnet sind. Sie wurde 1929 durch den deutschen Zoologen Ernst Marcus (1893–1968) beschrieben und umfasst sowohl meereslebende (marine) als auch land- und süßwasserlebende (limno-terrestrische) Arten. Insbesondere die marinen Formen zeichnen sich durch eine hohe Artenvielfalt und eine für Bärtierchen große Variabilität der Körperform aus.

## Merkmale
Bärtierchen sind eine insgesamt gesehen sehr homogene Tiergruppe, deren Körperbau nur in engen Grenzen variabel ist. Im Folgenden sind daher nur diejenigen Merkmale der Heterotardigrada aufgeführt, die für diese Klasse besonders charakteristisch sind; eine ausführlichere Einführung in die Anatomie findet sich im Hauptartikel zu den Bärtierchen. Die meisten Heterotardigrada erreichen eine Körperlänge zwischen 100 und 150 Mikrometern.

### Cuticula
Eines der auffälligsten Merkmale vieler Heterotardigrada sind Verhärtungen der nicht-zelligen Außenhaut, der Cuticula, die insbesondere in der mehrheitlich limno-terrestrischen Ordnung Echiniscoidea, aber in geringerem Ausmaß auch bei manchen Arten aus der Ordnung Arthrotardigrada zu finden sind. Dadurch entsteht eine Gliederung in einzelne rückseitige (dorsale) Plättchen, die Sclerite, die als Panzerung des Körpers angesehen werden können und oft dornige Vorsprünge tragen. Die genaue Zahl und Anordnung der Platten, die auch teilweise miteinander verwachsen sein können, ist ein wichtiges Merkmal für die Artbestimmung. Innerhalb der Gattung Testechiniscus treten daneben auch bauchseitige (ventrale) Panzerplättchen auf, die man dann als Sternite bezeichnet.
Die mikroskopische Feinstruktur der Cuticula ist ebenfalls für die Heterotardigrada typisch: In einer als Epicuticula bezeichneten Schicht sind hier charakteristische, von Hohlräumen umgebene „Stützpfeiler“ ausgeprägt, so dass sich im Querschnitt eine Bienenwabenstruktur ergibt, durch welche die Außenhaut nochmals versteift wird. Die meereslebenden Heterotardigrada sind farblos, während landlebende Formen oft durch die Nahrung oder spezielle Pigmente gefärbt sein können.

### Kopf- und Körperanhänge
Außer durch Skleriten zeichnen sich viele Heterotardigrada, darunter insbesondere die Arten der Arthrotardigrada, auch durch vielfältige Kopf- und Körperanhänge aus. Besonders auffällig sind die sogenannten Cirri am Kopf, die vermutlich der Wahrnehmung mechanischer Berührungsreize dienen. Ein einzelner Cirrus besteht meist aus einer Basis, der Cirriphore, einem kurzen verbreiterten Abschnitt, dem Kragen oder Scapus, und dem eigentlichen langen und schmalen Sinneshaar, das als Flagellum bezeichnet wird. Neben den Cirri findet man am Kopf der Heterotardigrada auch Strukturen mit wahrscheinlich chemosensorischer Funktion, die Clavae, die wahrscheinlich von Cirri abgeleitet, aber gegenüber diesen verbreitert und innen hohl sind. Die genaue Form, Anzahl und Anordnung der Cirri und Clavae ist ein wichtiges Merkmal bei der Artbestimmung innerhalb der Heterotardigrada. Weitere charakteristische Kennzeichen sind seitlich am Körper oder am Hinterende entspringende lange Filamente, die als Alae bezeichnet werden, und großflächige Auswüchse der Cuticula, die sich bei vielen marinen Arten finden und vermutlich der Verbreitung der Tiere durch Meeresströmungen dienen.

### Extremitäten
Die Beine haben dieselbe grundlegende Struktur wie bei allen Bärtierchen; am vierten Beinpaar findet sich jedoch oft ein um das jeweilige Bein herumlaufender Kranz kleiner Cuticula-Zähnchen, dessen Funktion unbekannt ist. Die Klauen der Heterotardigrada befinden sich oft nicht direkt am Beinende, sondern entspringen an separaten „Zehen“. Sie sind manchmal mit „Sporen“, kleinen Vorsprüngen, versehen und bei einigen Arten durch Haftscheiben ersetzt.

### Leibeshöhle und Verdauungssystem
Auch in der inneren Anatomie existieren bei den Heterotardigrada einige Besonderheiten. Zunächst fällt bei ihnen die Leibeshöhle, das Haemocoelom, im Vergleich kleiner aus als bei den meisten Eutardigrada, der anderen großen Bärtierchenklasse. Die Stilette, mit denen die Tiere zum Beispiel Algenzellen anstechen und sie aussaugen können, sind meist dünner ausgeprägt und fast immer ungekrümmt. Der muskulöse Schlund wird von durchlaufenden verhärteten Längsstreifen stabilisiert, nicht aber durch individuelle Placoiden, stäbchenförmige Strukturen, die man bei den Eutardigrada findet. Die Schlundmuskulatur besteht aus 51 gleichberechtigten Epithelmuskelzellen; eine frühere Annahme, dass sich diese in 27 Epithelzellen und 24 eigentliche Muskelzellen aufteilen, von denen Erstere das Schlundvolumen auskleiden und zweitere für die Saugkraft verantwortlich sind, hat sich nach elektronenmikroskopischen Untersuchungen als inkorrekt erwiesen. Der Darm weist meist fünf oder sechs Ausstülpungen, die Diverticula, auf.

### Ausscheidungs- und Fortpflanzungsorgane
Der Ausscheidung und Osmoregulation dienende Malpighische Drüsen, wie sie sich bei den Eutardigrada finden, existieren innerhalb der Heterotardigrada nicht. Osmoregulation, also eine Regelung des Salzhaushalts, ist bei den meereslebenden Formen nicht notwendig, da die Körperflüssigkeit isotonisch mit Meerwasser ist, also kein Unterschied im Salzgehalt besteht. Bei einigen landlebenden Arten existieren bauchseitig zwischen dem Ansatz des zweiten und dritten Beinpaares spezielle Organe, die vermutlich eine Ausscheidungsfunktion innehaben. Sie bestehen, wenn vorhanden, aus einer in der Mitte (medial) gelegenen und zwei seitlichen (lateralen) Zellen.
Charakteristisch für die Heterotardigrada ist die Gonopore genannte Mündungsstelle des Eileiters, die bei ihnen immer auf der Körperaußenseite, meist vor, selten hinter dem Anus, aber nie innerhalb des Hinterdarms oder Rektums liegt. Sie ist immer von einer Rosette aus bis zu sechs „Blättern“, den Petalen, umgeben. Spermienspeicher, in denen das Männchen sein Sperma deponieren kann, sind, falls vorhanden, doppelt ausgeführt. Bei den Männchen ist die Geschlechtsöffnung oval oder kreisförmig und steht etwas nach außen vor.

## Verbreitung und Lebensraum
Heterotardigrada finden sich weltweit und zwar sowohl im Meer als auch in Süßgewässern und an Land, wobei man bei den marinen Arten meist eine geringere Populationsdichte findet als bei den landlebenden, die dafür allerdings auch besser untersucht sind. Einige Arten, etwa aus der Gattung Batillipes, sind weltweit zu finden und leben als Bestandteil der Sandlückenfauna innerhalb der Gezeitenzone an nahezu allen Sandstränden; andere wie etwa Moebjergarctus manganis haben sich aus noch unbekannten Gründen anscheinend auf südpazifische Manganknollen spezialisiert.
Eine Reihe von Arten leben als Parasiten oder Kommensale, also ohne Schädigung des Wirts, auf anderen Tieren, Echiniscoides sigismundi etwa auf Muscheln (Bivalvia) und Rankenfüßern (Cirripedia), Pleocola limnoriae auf Asseln (Isopoda), Actinarctus doryphorus auf Seeigeln (Echinoidea) und Echiniscus molluscorum sogar in der landlebenden Schneckenart Bulimulus exilis. Landlebende Parasiten oder Kommensalen sind ansonsten selten, da Bärtierchen im aktiven Zustand auf Feuchtigkeit angewiesen sind, die an Land nicht immer garantiert ist; Echiniscus molluscorum ist daher auch endoparasitär oder -kommensal. Eine eindeutig ectoparasitische Art ist dagegen die meereslebende Form Tetrakentron synaptae, die einzelne Zellen von Seegurken (Holothuroidea) ansticht und aussaugt.

## Lebensweise
Die meisten Aspekte der Lebensweise der Tiere sind nicht spezifisch für die Heterotardigrada und daher im allgemeinen Bärtierchen-Artikel abgehandelt.
Anhydrobiose, die hohe Widerstandsfähigkeit gegenüber Austrocknung durch Bildung spezieller Überlebensstrukturen, der Tönnchen, gilt oft als charakteristische Bärtiercheneigenschaft, existiert aber nur innerhalb der Ordnung Echiniscoidea. Mit einer Ausnahme leben alle Arthrotardigrada im Meer, das konstante Umweltbedingungen bietet, so dass diese Arten nie die Fähigkeit zur Tönnchenbildung entwickeln mussten.
Heterotardigrada können sich sowohl geschlechtlich als auch ohne Sexualität fortpflanzen. Insbesondere bei den Echiniscoidea findet sich bei vielen Arten Parthenogenese, also eine ungeschlechtliche Vermehrung ohne Männchen, bei der die Weibchen unbefruchtete Eier legen, aus denen wiederum ausschließlich Weibchen hervorgehen. Diese Form der Fortpflanzung ist mit Anhydrobiose gekoppelt und kommt insbesondere in Lebensräumen mit starken Schwankungen der Umweltbedingungen vor. Bei der sexuellen Fortpflanzung existieren dagegen fast immer getrennte Geschlechter; hermaphroditische Arten, die in der Lage sind, sich selbst zu befruchten, findet man nur bei einer Gattung innerhalb der Arthrotardigrada.
Die Eier der Heterotardigrada sind glatt und werden von den Weibchen entweder frei oder in die alte, abgestoßene Haut, das Exuvium, gelegt. Die Entwicklung zum erwachsenen Tier gilt als direkt, auch wenn das Vorhandensein verschiedener Häutungsstadien gelegentlich als Hinweis auf eine indirekte Entwicklung angesehen wird. Die schlüpfenden Jungtiere haben meist noch keinen Anus, so dass Abfallstoffe erst bei der ersten Häutung zusammen mit der Cuticula abgegeben werden können, daneben fehlt ihnen die Geschlechtsöffnung (Gonopore); die Beine weisen oft noch zwei Klauen weniger als beim erwachsenen Tier auf. Nach der ersten Häutung tritt der Anus zutage und die volle Klauenzahl stellt sich ein; die Gonopore bildet sich dagegen erst nach der zweiten Häutung aus. Bei Batillipes nourrevangi existiert noch ein weiteres Häutungsstadium; bei der parasitischen Art Tetrakentron synaptae sind dagegen schon die schlüpfenden Jungtiere mit allen Erwachsenenmerkmalen ausgestattet.
Die Lebensdauer der meisten Heterotardigrada-Arten ist unbekannt, liegt aber wohl zwischen einigen Monaten und ein bis zwei Jahren. kryptobiotische Zeiträume, in denen die Tiere nicht altern, können die tatsächliche Lebenszeit bei den landlebenden Arten der Ordnung Echiniscoidea um Jahre erhöhen; für die mehrheitlich meereslebenden Arthrotardigrada besteht diese Möglichkeit nicht.

## Stammesgeschichte

### Moderne Formen
Das Verhältnis zur anderen großen Bärtierchen-Klasse, den Eutardigrada ist gegenwärtig noch ungeklärt. Oft geht man davon aus, dass aus meereslebenden Vorläufern der Ordnung Arthrotardigrada zunächst die land- und süßwasserlebenden Formen der Ordnung Echiniscoidea und hier insbesondere der Familie Echiniscidae entstanden sind, aus denen sich dann wiederum die Eutardigrada entwickelt haben:
|              | verschiedene Familien                                                   |
|              |                                                                         |
| Echiniscidae | \| \| verschiedene Gattungen \| \| \| \| \| \| Eutardigrada \| \| \| \| |
|              | \| \| verschiedene Gattungen \| \| \| \| \| \| Eutardigrada \| \| \| \| |
|              | verschiedene Gattungen                                                  |
|              |                                                                         |
|              | Eutardigrada                                                            |
|              |                                                                         |

|  | verschiedene Gattungen |
|  |                        |
|  | Eutardigrada           |
|  |                        |

|              | verschiedene Familien                                                   |
|              |                                                                         |
| Echiniscidae | \| \| verschiedene Gattungen \| \| \| \| \| \| Eutardigrada \| \| \| \| |
|              | \| \| verschiedene Gattungen \| \| \| \| \| \| Eutardigrada \| \| \| \| |
|              | verschiedene Gattungen                                                  |
|              |                                                                         |
|              | Eutardigrada                                                            |
|              |                                                                         |

|  | verschiedene Gattungen |
|  |                        |
|  | Eutardigrada           |
|  |                        |

|              | verschiedene Familien                                                   |
|              |                                                                         |
| Echiniscidae | \| \| verschiedene Gattungen \| \| \| \| \| \| Eutardigrada \| \| \| \| |
|              | \| \| verschiedene Gattungen \| \| \| \| \| \| Eutardigrada \| \| \| \| |
|              | verschiedene Gattungen                                                  |
|              |                                                                         |
|              | Eutardigrada                                                            |
|              |                                                                         |

|  | verschiedene Gattungen |
|  |                        |
|  | Eutardigrada           |
|  |                        |

|              | verschiedene Familien                                                   |
|              |                                                                         |
| Echiniscidae | \| \| verschiedene Gattungen \| \| \| \| \| \| Eutardigrada \| \| \| \| |
|              | \| \| verschiedene Gattungen \| \| \| \| \| \| Eutardigrada \| \| \| \| |
|              | verschiedene Gattungen                                                  |
|              |                                                                         |
|              | Eutardigrada                                                            |
|              |                                                                         |

|  | verschiedene Gattungen |
|  |                        |
|  | Eutardigrada           |
|  |                        |

|              | verschiedene Familien                                                   |
|              |                                                                         |
| Echiniscidae | \| \| verschiedene Gattungen \| \| \| \| \| \| Eutardigrada \| \| \| \| |
|              | \| \| verschiedene Gattungen \| \| \| \| \| \| Eutardigrada \| \| \| \| |
|              | verschiedene Gattungen                                                  |
|              |                                                                         |
|              | Eutardigrada                                                            |
|              |                                                                         |

|  | verschiedene Gattungen |
|  |                        |
|  | Eutardigrada           |
|  |                        |

|              | verschiedene Familien                                                   |
|              |                                                                         |
| Echiniscidae | \| \| verschiedene Gattungen \| \| \| \| \| \| Eutardigrada \| \| \| \| |
|              | \| \| verschiedene Gattungen \| \| \| \| \| \| Eutardigrada \| \| \| \| |
|              | verschiedene Gattungen                                                  |
|              |                                                                         |
|              | Eutardigrada                                                            |
|              |                                                                         |

|  | verschiedene Gattungen |
|  |                        |
|  | Eutardigrada           |
|  |                        |

|              | verschiedene Familien                                                   |
|              |                                                                         |
| Echiniscidae | \| \| verschiedene Gattungen \| \| \| \| \| \| Eutardigrada \| \| \| \| |
|              | \| \| verschiedene Gattungen \| \| \| \| \| \| Eutardigrada \| \| \| \| |
|              | verschiedene Gattungen                                                  |
|              |                                                                         |
|              | Eutardigrada                                                            |
|              |                                                                         |

|  | verschiedene Gattungen |
|  |                        |
|  | Eutardigrada           |
|  |                        |

|              | verschiedene Familien                                                   |
|              |                                                                         |
| Echiniscidae | \| \| verschiedene Gattungen \| \| \| \| \| \| Eutardigrada \| \| \| \| |
|              | \| \| verschiedene Gattungen \| \| \| \| \| \| Eutardigrada \| \| \| \| |
|              | verschiedene Gattungen                                                  |
|              |                                                                         |
|              | Eutardigrada                                                            |
|              |                                                                         |

|  | verschiedene Gattungen |
|  |                        |
|  | Eutardigrada           |
|  |                        |

Dies würde bedeuten, dass die Heterotardigrada keine natürliche Gruppe bilden, da einzelne Arten, etwa aus der Familie Echiniscidae, enger mit den Eutardigrada verwandt wären als mit anderen Heterotardigrada. Diese Hypothese wird dadurch gestützt, dass die Heterotardigrada noch relativ viele primitive, also für die Stammform aller Bärtierchen als charakteristisch angesehene Merkmale aufweisen.
Während das oben stehende Szenario sehr plausibel erscheint, konnte es durch vorläufige molekulargenetische Untersuchungen nicht bestätigt werden; diese sprechen stattdessen dafür, dass die Heterotardigrada ein monophyletisches Taxon sind, also ausnahmslos alle Nachkommen des letzten gemeinsamen Vorfahren der Gruppe umfassen. Diese Hypothese ist im folgenden Diagramm dargestellt:
| Heterotardigrada | \| \| Arthrotardigrada \| \| \| \| \| \| Echiniscoidea \| \| \| \| |
|                  | \| \| Arthrotardigrada \| \| \| \| \| \| Echiniscoidea \| \| \| \| |
|                  | Eutardigrada                                                       |
|                  |                                                                    |
|                  | Arthrotardigrada                                                   |
|                  |                                                                    |
|                  | Echiniscoidea                                                      |
|                  |                                                                    |

|  | Arthrotardigrada |
|  |                  |
|  | Echiniscoidea    |
|  |                  |

### Fossile Formen
Es gilt als sehr wahrscheinlich, dass die Heterotardigrada bereits sehr früh, vermutlich in der erdgeschichtlichen Ära des Paläozoikums das Land eroberten, auch wenn aus dieser Zeit noch keine eindeutig den Heterotardigrada zuzuordnenden Fossilfunde vorliegen.
In kreidezeitlichem Bernstein hat sich ein schlecht erhaltenes Jungtier erhalten, das sich möglicherweise den Heterotardigrada zuordnen lässt, ansonsten aber keine Hinweise auf die Stammesgeschichte dieses Taxons gibt.

## Systematik
Die Monophylie der Heterotardigrada ist wie angesprochen umstritten, das heißt, es ist gegenwärtig unklar, ob alle Arten zusammengenommen eine natürliche Verwandtschaftsgruppe bilden und nicht stattdessen einige Formen enger mit Eutardigrada-Arten verwandt sind.
Klassisch unterscheidet man in jedem Fall zwei sehr unterschiedliche Ordnungen:
- Die Arthrotardigrada kommen mit Ausnahme von Styraconyx hallasi ausschließlich im Meer vor und gelten oft als charakteristisch für die Vorfahren aller Bärtierchen. Sie zeichnen sich durch besonders viele urtümliche Merkmale aus und sind durch zahlreiche Kopfstrukturen wie Cirri und Clavae charakterisiert, die auch für die weitere Unterteilung der Gruppe in Familien herangezogen werden. Ihre vier bis sechs Klauen setzen oft nicht direkt am Beinende an, sondern befinden sich am Ende dünner „Zehen“. Die meisten Gattungen sind monotypisch, enthalten also nur eine Art, was manchmal als Hinweis auf ihr hohes Alter gewertet wird.
- Die Echiniscoidea leben überwiegend im Süßwasser oder an Land, selten auch im Meer. Die ersteren Formen zeichnen sich durch verhärtete rückseitige und gelegentlich bauchseitige Cuticula-Panzer, Sclerite und Sternite, aus. Ihre genaue Anordnung und Struktur ist ein wichtiges Hilfsmittel bei der weiteren Klassifikation der Echiniscoidea. Kopfanhänge sind oft zwar vorhanden, aber meist nicht besonders auffällig; die bis zu 13 Klauen entspringen immer direkt am Beinende.

Bei beiden Ordnungen spielen die Feinstruktur der Klauen und der Aufbau der Schlundmuskulatur eine große Rolle bei der weiteren Klassifikation.
Ob es sich bei den beiden Ordnungen um monophyletische Gruppen handelt, ist unklar; es wird, wie schon erwähnt, häufig angenommen, dass die Echiniscoidea aus den Arthrotardigrada hervorgegangen sind. In diesem Fall wird oft die Arthrotardigrada-Familie Stygarctidae angeführt, die besonders eng mit den Echiniscoidea verwandt sein könnte:
| N.N. | \| \| Stygarctidae \| \| \| \| \| \| Echiniscoidea \| \| \| \| |
|      | \| \| Stygarctidae \| \| \| \| \| \| Echiniscoidea \| \| \| \| |
|      | verschiedene Familien                                          |
|      |                                                                |
|      | Stygarctidae                                                   |
|      |                                                                |
|      | Echiniscoidea                                                  |
|      |                                                                |

|  | Stygarctidae  |
|  |               |
|  | Echiniscoidea |
|  |               |

Sollte sich diese Annahme bewahrheiten, wären die Arthrotardigrada eine paraphyletische Gruppe, das heißt, eine Untergruppe wäre mit Arten außerhalb des Taxons enger verwandt als mit anderen Arthrotardigrada. Kladistisch arbeitende Systematiker würden sie dann nicht mehr anerkennen. Erste molekulargenetische Untersuchungen sprechen derzeit jedoch gegen diese Ansicht.